# Gospostvo Wisch
Gospostvo Wisch ali praporščina Wisch v sedanji provinci Gelderland je bila samostojn gospoščina v grofiji Zutphen. Sestavljali so jo mesto Terborg ter vasi Varsseveld in Silvolde z zaselki.

## Zgodovina
Gospodje iz Wischa so bili prvotno ministeriali (ki jim je bilo zaupano pomembno mesto v upravi in vojski) škofa iz Münstra. Štefan I. Višški je bil prvi gospod Wischa in je verjetno prihajal iz Vestfalije, ime pa je verjetno dobil po vasi Wisch blizu Billerbecka, ki se nahaja med Münstrom in Stadtlohnom  . Na mejo je bil morda poslan po ukazu Friderika I. Münsterskega . Naselil se je na območju zahodno od Oude IJssel na delu župnije Etten, kjer so zgradili grad v De Heuven  .

### Praporščina
Gospodje iz Wischa so bili v kasnejšem srednjem veku omenjani z naslovom praporni gospod. S tem so postali del višjega plemstva in imeli so prednost pred drugimi člani viteškega zbora grofije Zutphen na sestankih dežel v četrti Zutphen. Dvorec je pred približno letom 1330 bil le majhen prostor (ki je prvotno verjetno obsegal območje) v bližini gradu Wisch. Imeniovani so bili »praporni gospodje« in "praporščaki« ter splošno ime »visoko gospostvo " iz Wischa;  uveljavili so se v 17. stoletju v zvezi s socialnim položajem gospodov, a graščina je morala biti samostojno gospostvo. Zadnji praporščak je bil Joost van Limburg Stirum, umrl leta 1621 . Kot grof Bronckhorst in gospod Wischa je vstopil v pravice dveh praporskih družin.

### Dvojno dedovanje
Po smrti Ditriha III. Wischskega leta 1369 sta bila njegov sin Henrik Wischski in njegov stric Ditrih imenovana za gospoda Wiška. Ditrih je bil sin Stevena II. Wischskega, Henrikovega najstarejšega brata. Od takrat naprej je bilo gospostvo vedno v dvojni lasti. Ditrihov delež je podedovala njegova hči Stevina po rodu Homoet. Henrik Homoetski je leta 1486 svoj del prodal Oswaldu I. Berškemu, s čimer je polovica dvorca postala del dežele Berške. Pravno je bila zadeva zapletena, Wischska selitev na vzhodni breg je na koncu povzročila težave. Podatki iz 14. in 15. stoletja kažejo, da je gospod Berški zahteval pokroviteljske pravice nad Martinovo cerkvijo v Ettenu. Po besedah Berškega  so bile pokroviteljske pravice povezane s "starim dvorom" v Ettenu. Leta 1495 sta se Oswald I. Berški in Johan Wišski dogovorila, da bosta Bergh in Wisch izmenično uveljavljala pravico darovanja cerkve v Ettnu. Kljub temu dogovoru so se pravni postopki vrnili  in celo vojna leta 1531 med Joachimom Wišskim in Oswaldom II. Berškim. Leta 1539 je Ermgard Wišska s poroko z Georgom Limburškim Stirumom prenesla vse posesti svoje hiše skupaj z bogato dediščino Bronckhorstskih iz Borcula na družino Limburg-Stirum.

## Posest

### Gradovi
Oba viška gospoda sta imela svoj grad v Terborgu. Najstarejša in prva hiša Wischskih se je nahajala na zahodnem bregu Oude IJssel, blizu Heuvena. Imenuje se tudi Stari Wisch. Ni znano, kdaj je ta rodovni sedež viških gospodov izginil. Morda ga je leta 1531 uničil gelderlandski general Maarten Rossumski med obleganjem Terborga, možno pa je tudi, da se je to zgodilo med bitko pri Terborgu (1584). Hišo Berghskih je leta 1529 delno uničil Joachim Wischski. Grofje Berški so kasneje imeli le rezervni stolp. Stolp in zemljišče zunanjega obora sta po sodnem procesu v začetku 17. stoletja prišla v roke lastnikov Wischa. Stolp je bil verjetno prizidan gradu Limburg Stirum kot "prizidek" ob koncu 17. stoletja in je danes vzhodni stolp sedanjega gradu Wisch.

### Obseg
Gospostvo Wisch je obsegalo mesto Terborg ter župniji Varsseveld in Silvolde. Terborg je pripadal škofiji Utrecht, Varsseveld in Silvolde pa škofiji Münster. To je bilo zato, ker so upravne enote t.i. kerpeli prvotno pripadali grofiji Lohn. Tik pred smrtjo je Hermana II. Lonskega Johanu I. Wischskemu podaril kerpele. Kerpeli so morda ostali zunaj dediščine  Otona  Ahausa, lastnika posesti Lohn, zato so kerpeli za vedno ostali pri Wischu.
Gospodje Wischski so imeli posesti tudi v sosednjih mestih Gendringen, Etten in Doetinchem ter se razširili še v grofiji Zutphen. Gospodje so se veliko zadrževali v Doesburgu v "Wischskem dvoru", pa tudi na gradu De Wildenborch blizu Lochema. Po dvojnem dedovanju sta obe hiši pripadli družini Wisch. Henrik IV Wischski je bil leta 1449 okrnjen z Wildenborchom. Z izjemo let 1626-1636, ko je bil skupaj z Lichtenvoordejem v lasti grofa Willema Frederika Limburškega-Stirumskega, je Wildenborch do leta 1701 pripadal graščini Wisch. Tega leta je bil grad skupaj z  gospostvom Lichtenvoorde prodan Frideriku baronu Heydenskemu, gospodu Brucha.